# Sheridan Gibney
Sheridan Gibney (* 11. Juni 1903 in New York City; † 12. April 1987 in Missoula, Montana) war ein US-amerikanischer Drehbuchautor, der bei der Oscarverleihung 1937 für die Filmbiografie Louis Pasteur sowohl mit dem Oscar für die beste Originalgeschichte als auch dem Oscar für das beste adaptierte Drehbuch ausgezeichnet wurde.

## Leben
Gibney begann seine Laufbahn als Drehbuchautor in der Filmwirtschaft Hollywoods 1932 mit dem Verfassen des Drehbuchs für den Film Week-End Marriage und verfasste im Anschluss die Vorlagen für über zwanzig Filme.
Bei der Oscarverleihung 1937 erhielt er gemeinsam mit Pierre Collings für die 1936 entstandene Filmbiografie Louis Pasteur sowohl den Oscar für die beste Originalgeschichte als auch den in der Kategorie „Bestes adaptiertes Drehbuch“. Mit Stephen Vincent Benét verfasste er das Drehbuch für das romantische Filmdrama Cheers for Miss Bishop (1941). Gibney war außerdem zwischen 1947 und 1948 Präsident der Screen Writers Guild, der Gilde der Drehbuchautoren.

## Filmografie
- 1932: Week-End Marriage
- 1933: The House on 56th Street
- 1934: Massacre
- 1936: Ein rastloses Leben
- 1936: Louis Pasteur
- 1938: Letter of Introduction
- 1941: Cheers for Miss Bishop
- 1942: Es waren einmal Flitterwochen (Once Upon a Honeymoon)
- 1961: Bachelor Father (Fernsehserie)
- 1975: Der Sechs-Millionen-Dollar-Mann (Fernsehserie)